# 27917 Edoardo
27917 Edoardo este un asteroid din centura principală de asteroizi.

## Descriere
27917 Edoardo este un asteroid din centura principală de asteroizi. A fost descoperit pe 6 noiembrie 1996 la San Marcello Pistoiese de Luciano Tesi și Gabriele Cattani. Asteroidul prezintă o orbită caracterizată de o semiaxă mare de 3,10 ua, o excentricitate de 0,23 și o înclinație de 2,4° în raport cu ecliptica.